# Enrico Guastone Belcredi
Enrico Guastone Belcredi (* 9. August 1907 in Turin; † 13. Januar 2002 in Golferenzo) war ein italienischer Diplomat.
Er besuchte das Liceo classico Vincenzo Gioberti.
1929 schloss er ein Studium der Rechtswissenschaft und 1930 ein Studium der Politik- und Verwaltungswissenschaft an der Universität Turin ab.

## Werdegang
1932 trat er in den auswärtigen Dienst und wurde Vizekonsul in Ottawa, Detroit (1935–1936), Moskau (1936–1938), Buenos Aires (1939–1940), Santiago de Chile (1940–1943) und Teheran (1946–1950).
Im Winter 1943/44 verließ er Rom, um Süditalien und die Alliierten zu erreichen, erreichte Veroli und blieb dann für einige Monate vom Regime der Italienischen Sozialrepublik in Settefrati in der  Comunità Montana Valle di Comino gesperrt, zusammen mit anderen Karrierediplomaten und Verbindungsoffizieren und der Regisseur Luchino Visconti.
Von 1953 bis 1954 wurde er beim Nordatlantikrat beschäftigt.
Von 1958 bis 1962 war er Botschafter in Beirut.
Von 1962 bis 1965 war er Botschafter in Mogadischu.
Von 1965 bis 1969 war er Botschafter in Mexiko-Stadt.
Von Mai bis 28. Oktober 1970 war er Botschafter in Stockholm.
Von 1971 bis zu seiner Versetzung in den Ruhestand 1972 war er Botschafter in Tripolis.
Er saß im Aufsichtsrat der Baufirma Astaldi.